# Łukasz Barczyk
Pour les articles homonymes, voir Barczyk.
Łukasz Barczyk est un réalisateur de cinéma polonais né le 2 septembre 1974 à Olkusz en Petite-Pologne.
Łukasz Barczyk suit des études de droit à Varsovie avant de se diriger vers la réalisation à la fameuse École nationale de cinéma (Państwowa Wyższa Szkoła Filmowa, Telewizyjna i Teatralna im. Leona Schillera) de Łódź. Il en sort diplômé en 1998.
Łukasz Barczyk commence sa carrière en filmant et réalisant des pièces de théâtre pour la télévision. Łukasz Barczyk réalise ensuite le film Patrzȩ na ciebie, Marysiu  en 1999. Łukasz Barczyk obtient plusieurs prix dont le prix du meilleur premier film au 15e festival du film polonais de Gdynia en 2000 et le Grand Prix du festival du film polonais de Tarnów en 2001. Łukasz Barczyk dirige ensuite en 2003 Przemiany (Les Transformations) dont l'ambiance tchékhovienne, la narration « rigoureuse et stricte » et la « direction des acteurs » lui permettent de remporter plusieurs prix au festival international du film de Turin.